# بيجو 406
بيجو 406 هي سيارة منتجة من طرف شركة بيجو الفرنسية وتنتمي لعائلة السيارات الكبيرة، وقد تم إنتاجها بين الأعوام 1995 إلى 2004. بيجو 406 عوضت السيارة السابقة في الجيل بيجو 405 وقد تلاها بعد 2004 سيارة بيجو 407.

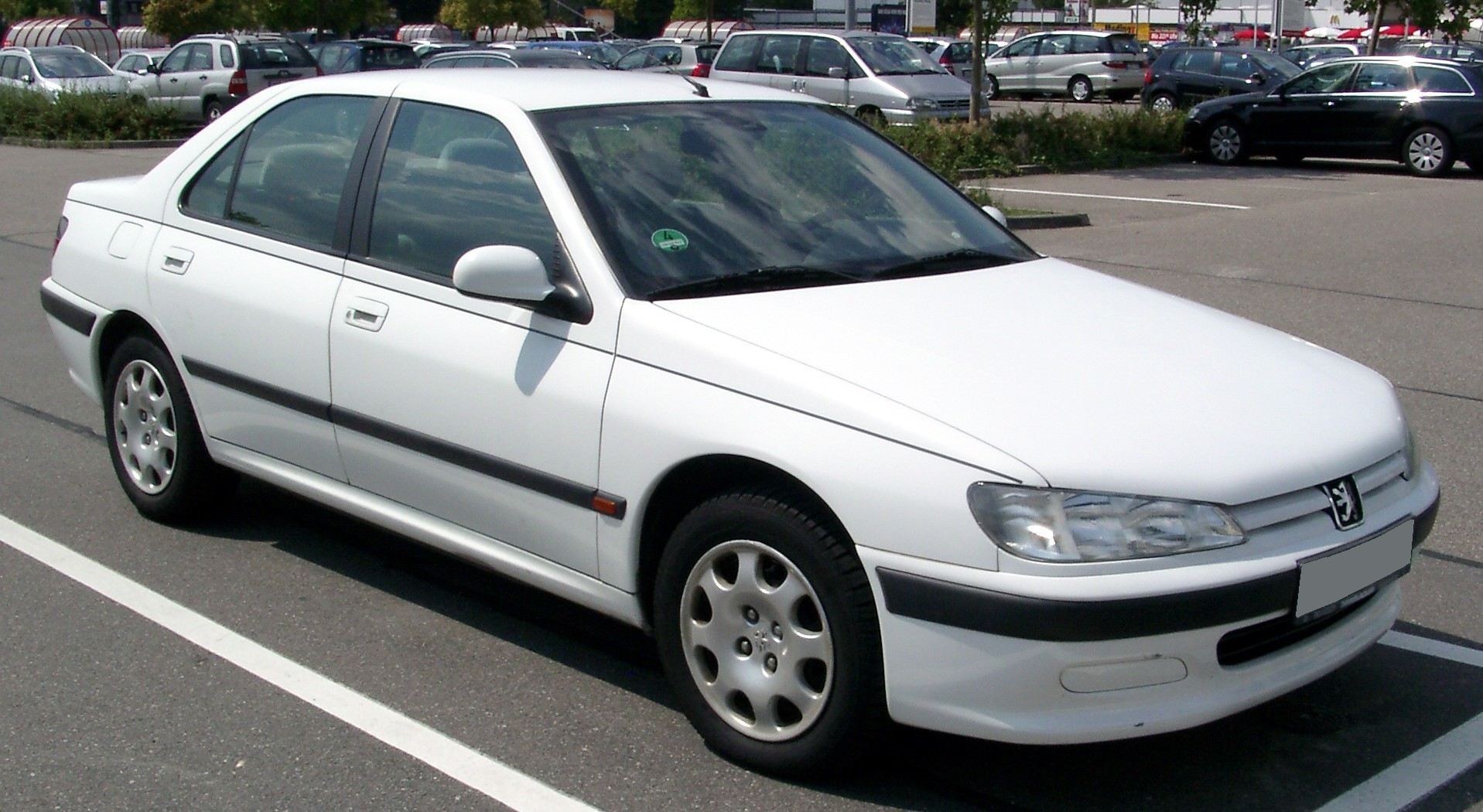

| بيجو 406          | بيجو 406 |
| ملخص              | ملخص |
| ----------------- | --- |
| الصانع            | بيجو |
| أيضا يسمى         | بيجو كوبيه |
| إنتاج             | 1995-2004 (فرنسا، المملكة المتحدة)1996-2008 (مصر)1997-2003 (إيطاليا، كوبيه) |
| المجسم            | سوشو، فرنسا (مصنع سوشو )ريتون، المملكة المتحدة (مصنع رايتون )فال دي سانغرو، إيطالياالقاهرة، مصر (AAV) إيران، طهران (IKCO ) |
| مصمم              | لوران روسي (سيدان) (1991)دافيد أركانجلي ولورينزو راماتشيوتي في بينينفارينا (كوبيه) |
| الجسم والشاسيه    | |
| فصل               | سيارة عائلية كبيرة (د ) |
| نمط الجسم         | صالون 4 أبواب5 أبواب استيت2 باب كوبيه |
| تخطيط             | محرك أمامي، دفع أمامي |
| متعلق ب           | سيتروين زانتيا |
| مجموعة نقل الحركة | |
| محرك              | 1.6 لتر I4 (بنزين )1.8 لتر I4 (بنزين )2.0 لتر I4 (بنزين )2.0 لتر I4 (بنزين )2.0 لتر I4 توربو (بنزين )2.2 لتر I4 (بنزين )3.0 لتر V6 (بنزين )1.9 لتر TD I4 توربو (ديزل )2.0 لتر HDİ I4 توربو السكك الحديدية المشتركة (ديزل )2.1 لتر TD I4 توربو (ديزل )2.2 لتر HDİ I4 توربو سكة مشتركة (ديزل ) |
| توصيل             | 4 سرعات أوتوماتيكية5 سرعات يدوي |
| أبعاد             | |
| قاعدة العجلات     | 2700 مم (106.3 بوصة) |
| طول               | 4،555 ملم (179.3 بوصة) (سيدان)4،736 ملم (186.5 بوصة) (عربة)4،615 ملم (181.7 بوصة) (كوبيه) |
| عرض               | 1،764 مم (69.4 بوصة) (سيدان)1،760 مم (69.3 بوصة) (عربة)1.781 مم (70.1 بوصة) (كوبيه) |
| ارتفاع            | 1،396 مم (55.0 بوصة) |
| التسلسل الزمني    | |
| السلف             | بيجو 405بيجو 504 كوبيه (للكوبيه) |
| خليفة             | بيجو 407 |

## لمحة
بيجو Peugeot 406 هي سيارة عائلية كبيرة أنتجتها شركة صناعة السيارات الفرنسية بيجو بين عامي 1995 و2004. وهي متوفرة في سيارات الصالون والهيكل والكوبيه مع خيار من محركات البنزين أو التوربينات، وقد حل 406 محل بيجو 405 في تشكيلة بيجو، وكان هو نفسه تم استبدالها بـ بيجو 407. وهي تستخدم نفس منصة سيتروين إكسانتيا، على الرغم من عدم وجود نظام التعليق الهوائي المائي المتطور لهذه السيارة.

## المشروع
يتأثر تصميم 406 بشكل كبير بسابقه، 405، الذي بدأ في التخلص التدريجي من إطلاق 406 في سبتمبر 1995، وانتهى الإنتاج في نهاية المطاف في أوروبا في عام 1997، عندما تم إيقاف آخر طرازات العقارات. بدأت مبيعات المملكة المتحدة من 406 في فبراير 1996.
في البداية، كانت السيارة متوفرة بمحركات بنزين 1.8 لتر و2.0 لتر و1.9 لتر تيربوديزل، يليها شاحن توربيني 2.0 بنزين، 2.9 لتر (2946 سم مكعب، 3.0 لتر) بنزين V6، و110 حصان 2.1 لتر توربوديزل. كانت إصدارات الديزل شائعة جداً، وأصبحت 406 واحدة من أفضل السيارات مبيعاً التي تعمل بالديزل في أوروبا.
تم تصميم وتصنيع سيارة الكوبيه ذات البابين، التي تم إطلاقها في معرض باريس للسيارات عام 1996، من قبل استوديو التصميم الإيطالي بينينفارينا، مع خيارات محرك 2.0 لتر رباعي الأسطوانات أو 3.0 لتر V6، ومن عام 2001 ، محرك ديزل 2.2 لتر. في الطرز اللاحقة، كان محرك البنزين 2.2 لتر متاحاً. تم صنع ما مجموعه 107،633 كوبيه.
تم تقديم التصميم في الأصل لشركة فيات من قبل بينينفارينا في حوالي عام 1990، فقط لشركة فيات لرفض التصميم وتصميم الكوبيه الخاصة بها.
في عامه الأخير معروضاً للبيع في المملكة المتحدة، كان يُطلق على النموذج ببساطة اسم بيجو كوبيه، مع إسقاط العلامة التجارية 406 من الاسم. كان 406 ناجحاً بشكل ملحوظ في المملكة المتحدة، حيث اقتحم سوق مبيعات الأسطول الرئيسي في البلاد، مع نسبة عالية من الوحدات التي أصبحت سيارات الشركة وسيارات الأجرة.
في أغسطس 2002، سجلت سيارة بيجو 406 الرقم القياسي العالمي لأطول مسافة يتم قطعها على خزان وقود واحد. سافرت السيارة عبر أستراليا بين ملبورن إلى روكهامبتون، بمسافة إجمالية قدرها 2348 كم. بيجو - السجلات العالمية للاقتصاد في استهلاك الوقود تم تصنيع إصدارات من السيارة أيضاً في مصنع يونتراكيت الصناعي في لاد كرابانغ، بانكوك، تايلاند.

## شد الواجهة

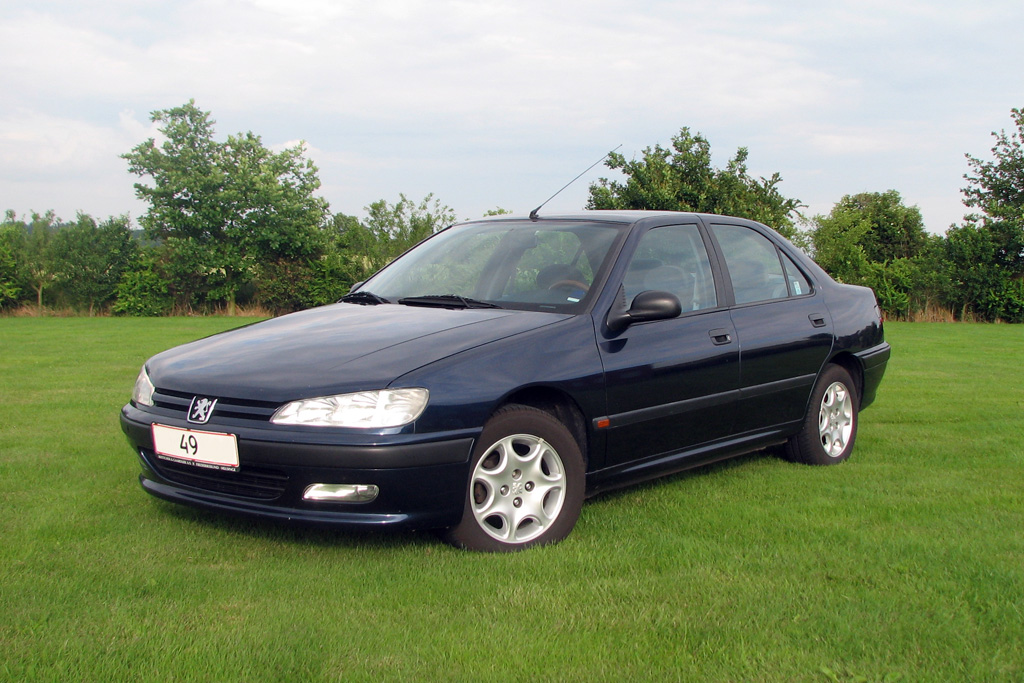
سيارة بيجو 406

تم طرح السيارة 406 سيدان المحسنة في فبراير 1999، وأدت التحسينات المتعلقة بالسلامة والقوة والسرعة إلى تحسين أداء برنامج تقييم السيارات الأوروبية الجديدة. حيث كان 406 قديماً يحتوي على نجمة واحدة ونجمة مشطوفة، اكتسبت نماذج ما بعد شد الواجهة ثلاث نجوم.
تضمنت التغييرات الجديدة والمحسّنة لعائلة محرك EW / DW إتش دي آي مع قدر أكبر من القوة وعزم الدوران وكفاءة الوقود إلى جانب زيادة التحسين، مما يجعلها هادئة نسبياً بالنسبة للديزل. كان الجانب السلبي هو زيادة مجموعة التأمين على السيارة من 9 إلى 12.
تم تعديل المظهر الخارجي حيث تميزت 406 بأضلاع أكثر وضوحاً ومصابيح أمامية شفافة وتطعيمات من الكروم وشبكة جديدة على شكل قرص العسل. تم الانتهاء من المصابيح الخلفية باللون الأحمر مع شريط من لون طلاء السيارة عبر المركز.
تم إعادة تصميم المقصورة الداخلية أيضاً لتحسين الراحة والمساحة. تضمنت المعدات الجديدة تحكماً رقمياً آلياً في المناخ / تكييف الهواء في معظم الموديلات باستثناء العرض الأساسي ومتعدد الوظائف لرسائل التحذير وكمبيوتر الرحلات والراديو ودرجة الحرارة الخارجية. كان هناك استخدام أوسع للزخرفة الخشبية، والمواد البلاستيكية ذات الجودة الأفضل، بما في ذلك البلاستيك الناعم الملمس، بالإضافة إلى أن بعض الطرز تلقت مرايا قابلة للطي كهربائياً، مع مصابيح أمامية ومساحات أوتوماتيكية.

تم تحديد الطراز التنفيذي العلوي من عشرة مكبرات صوت جي أل بي، ومقاعد جلدية معدلة كهربائياً ومدفأة، وموضع ذاكرة للمقاعد والمرايا، ونفاثات غسيل المصباح، وستارة شمس خلفية، وسجاد سميك، وأضواء في أقنعة الشمس، الملاحة عبر الأقمار الصناعية والإضاءة المحيطة.

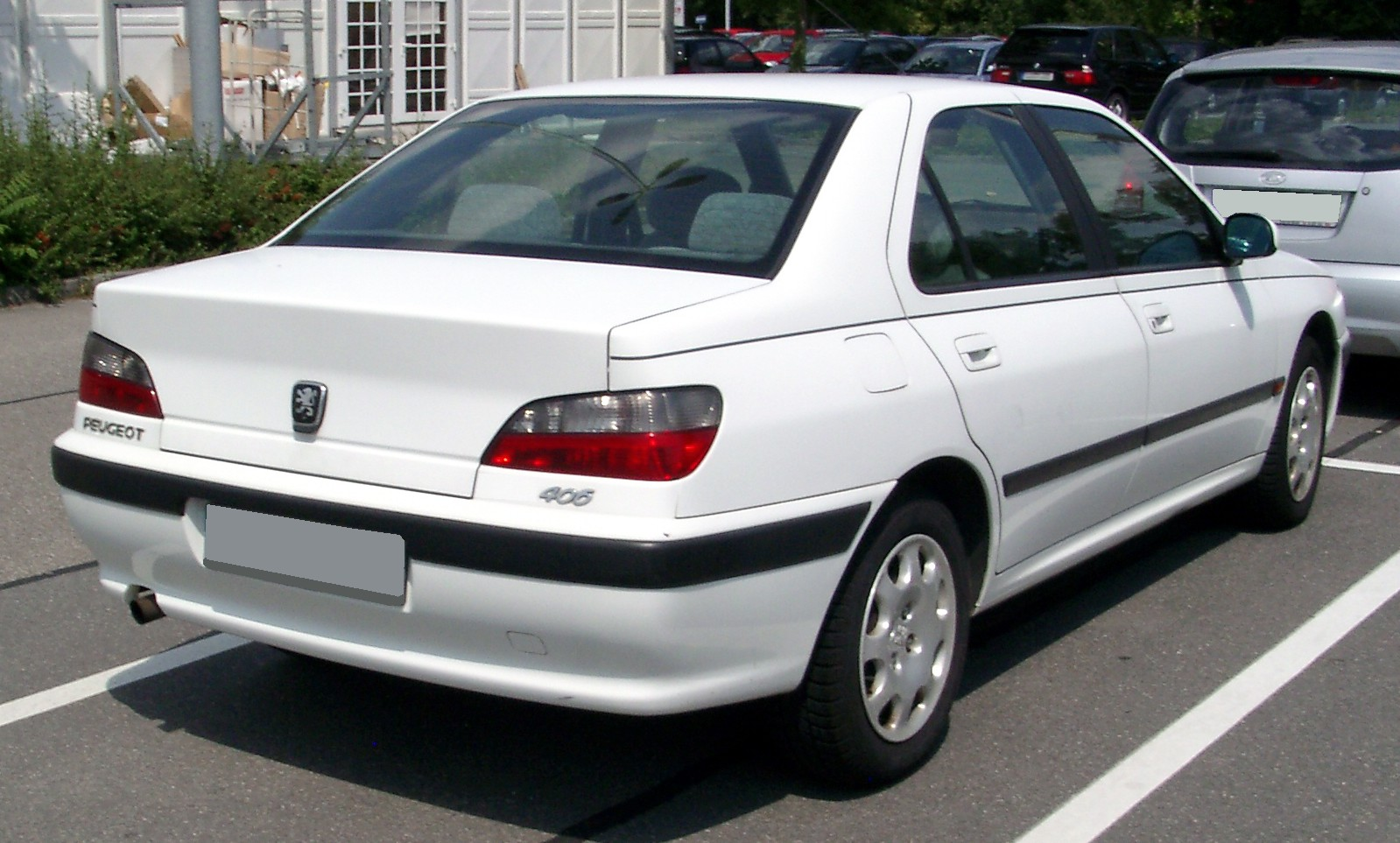
بيجو 406 صالون (ما قبل شد الوجه)
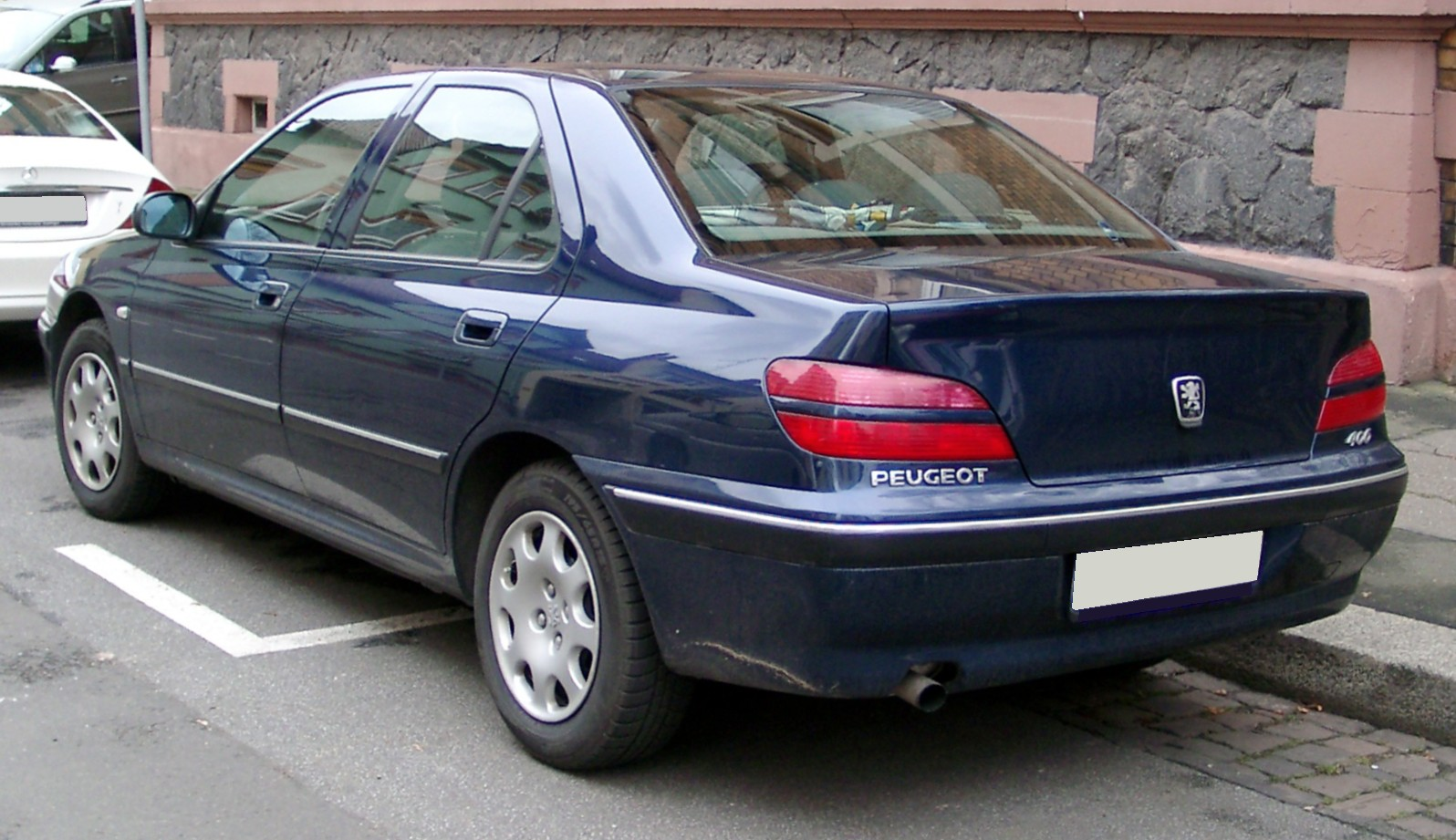
بيجو 406 صالون (ما قبل شد الوجه)
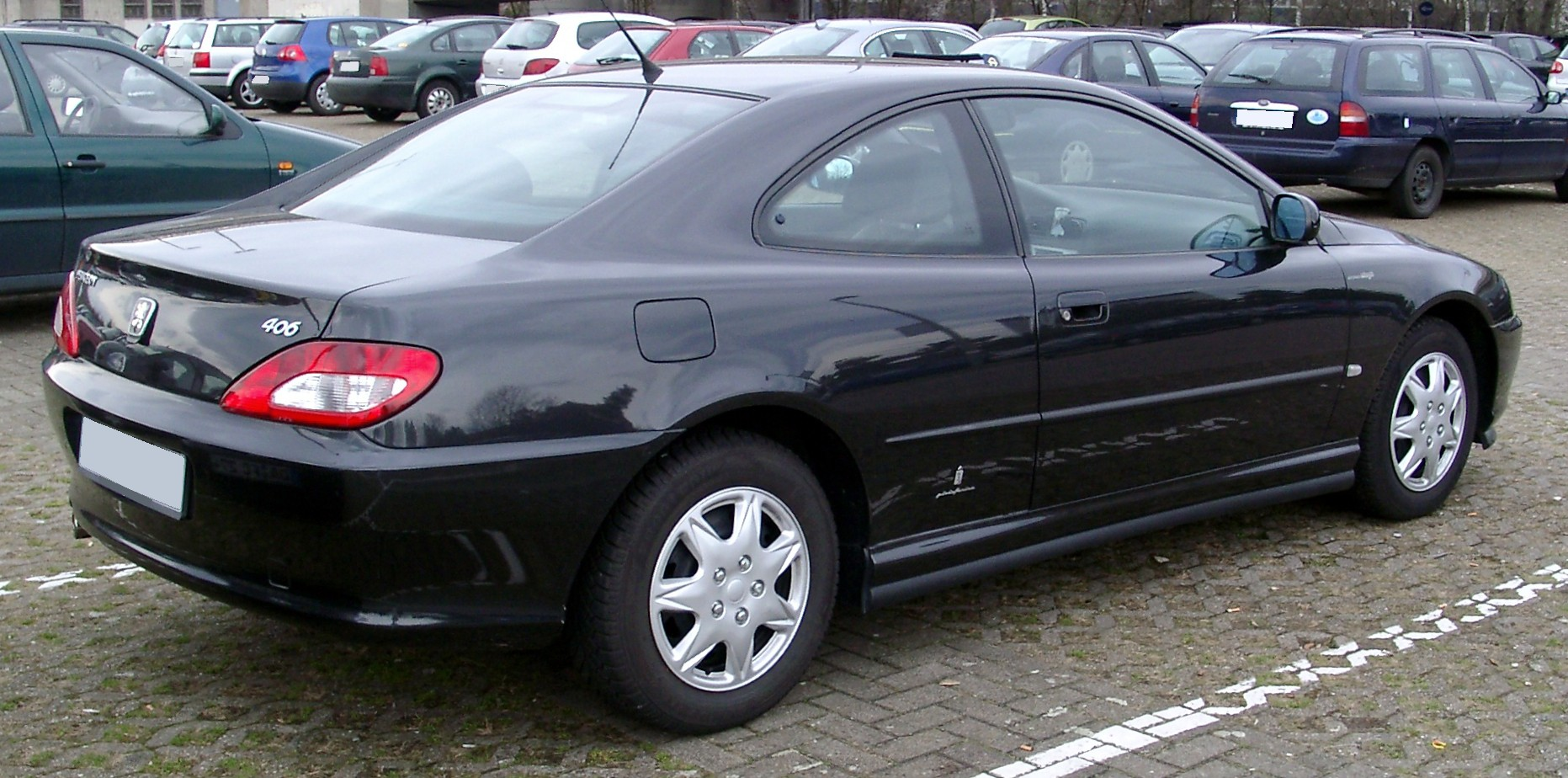
بيجو 406 صالون (ما بعد شد الوجه)
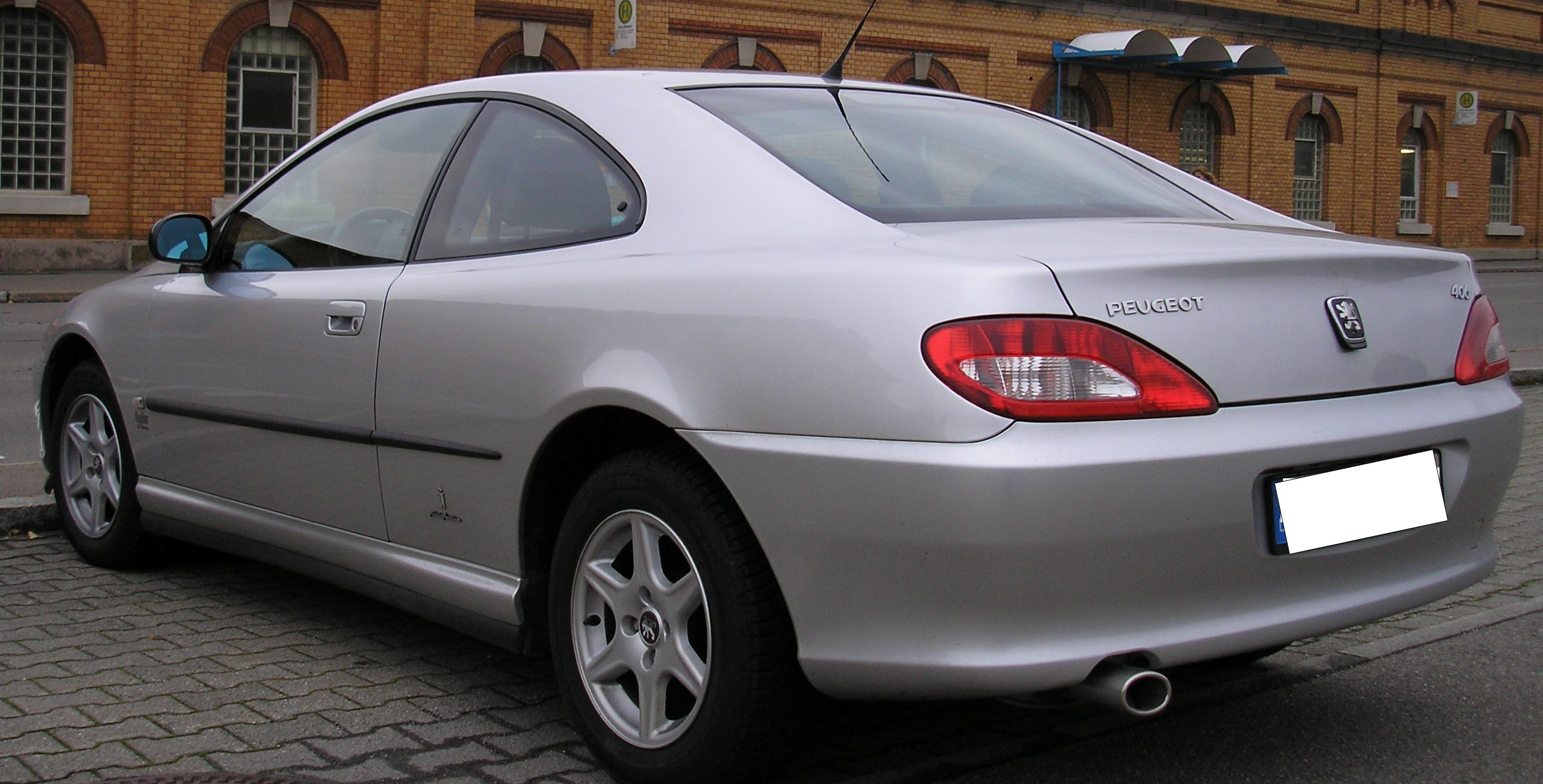
بيجو 406 كوبيه
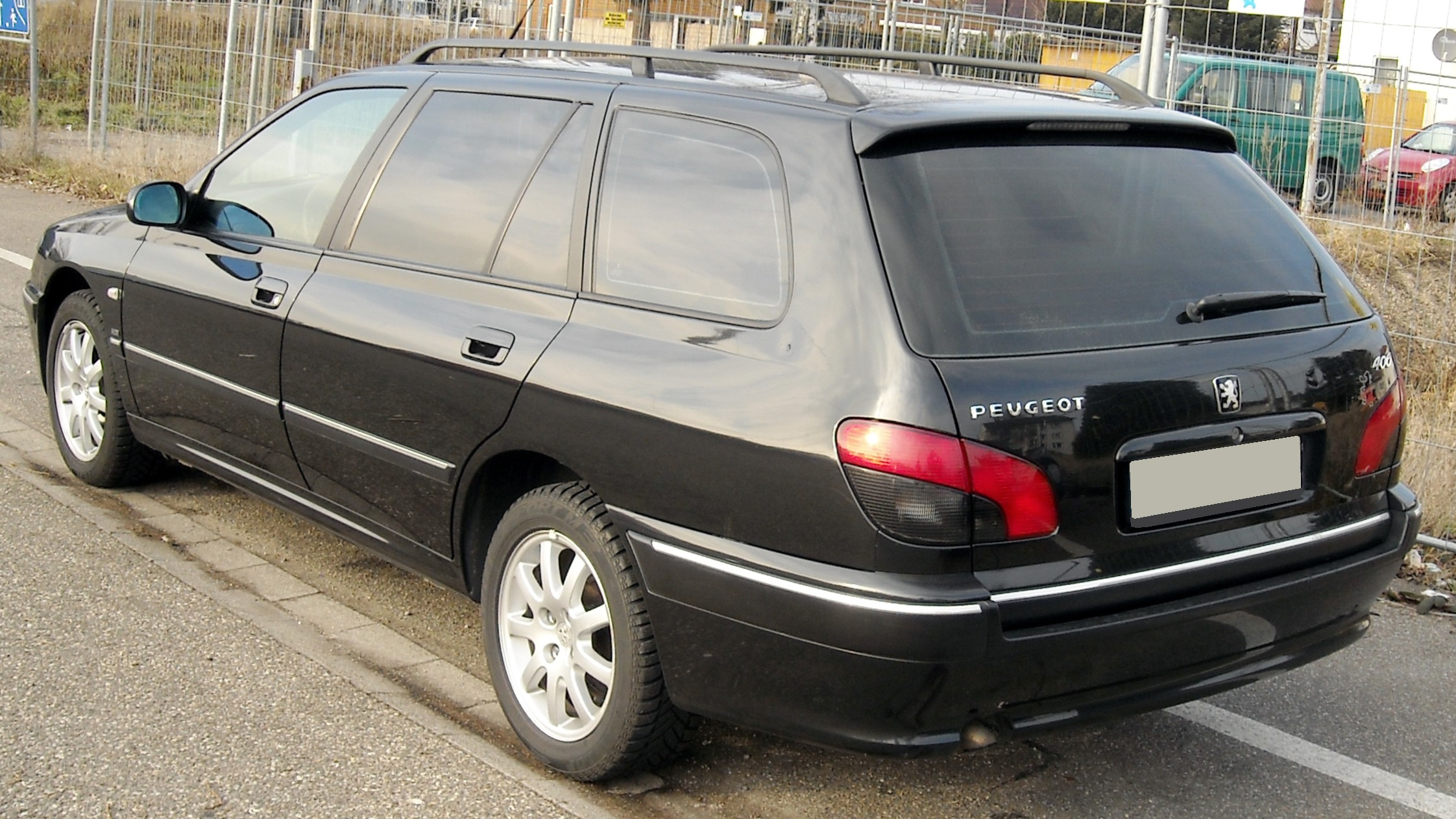
بيجو 406 صالون
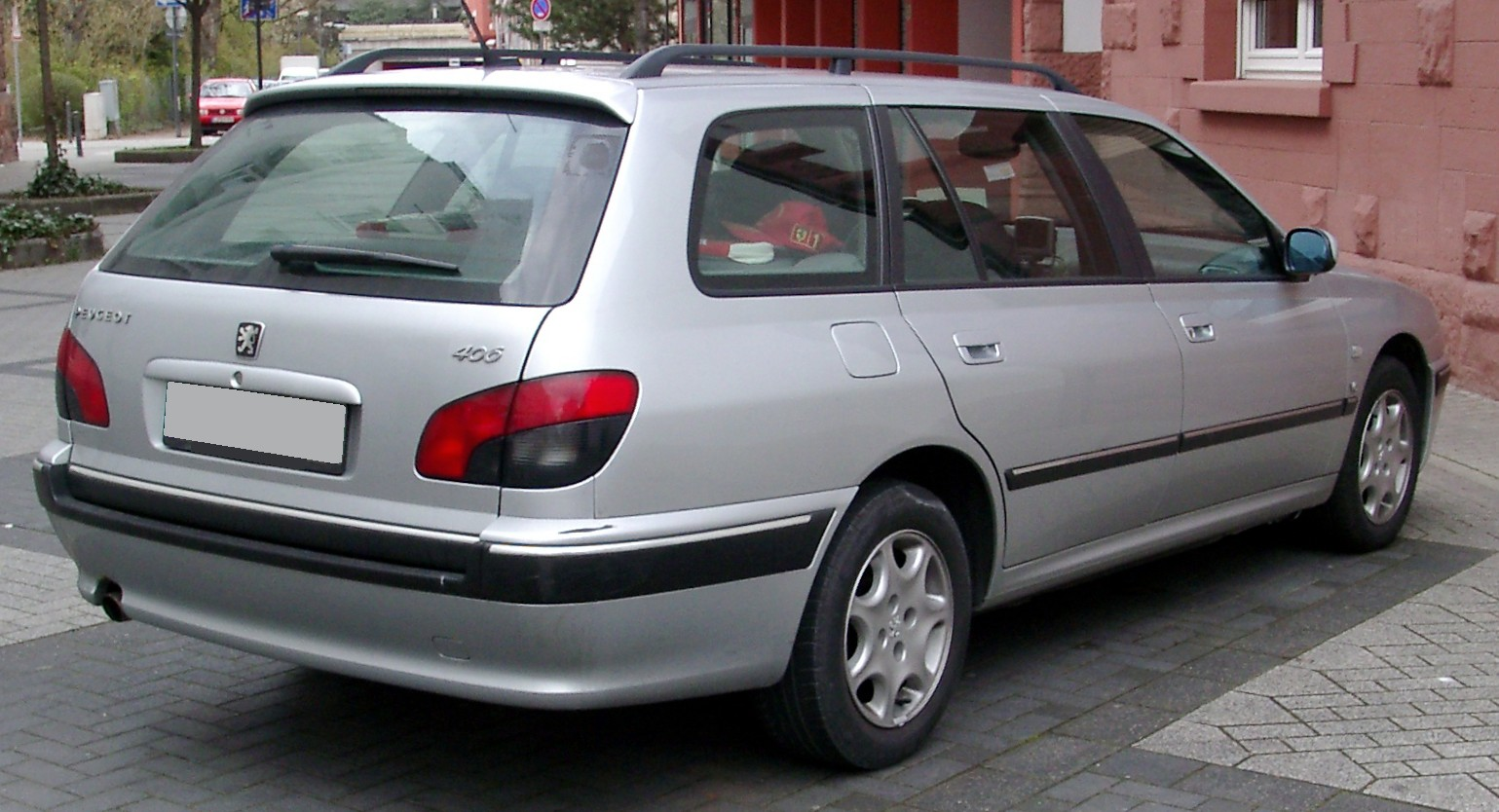
بيجو 406 صالون
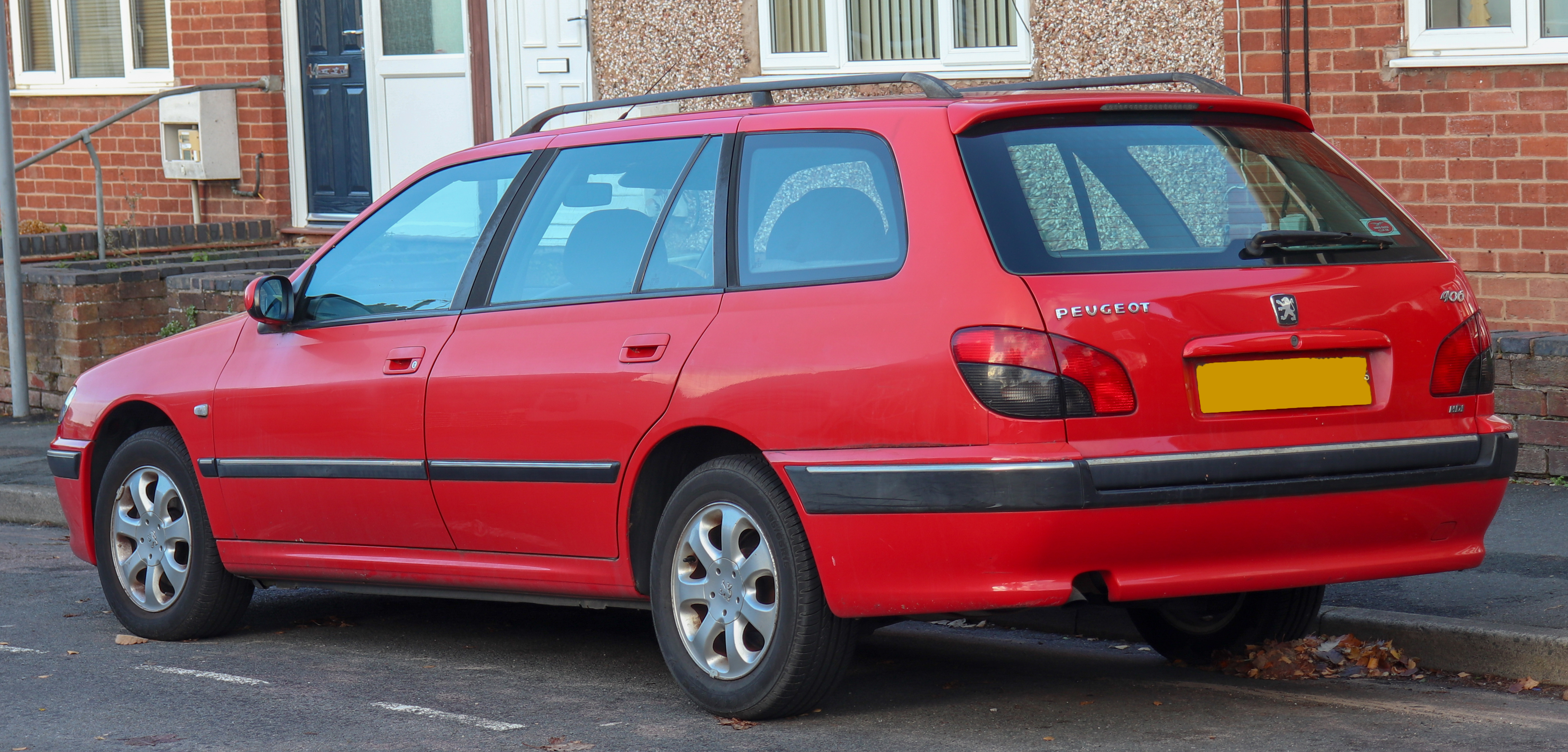
بيجو 406 صالون 2001
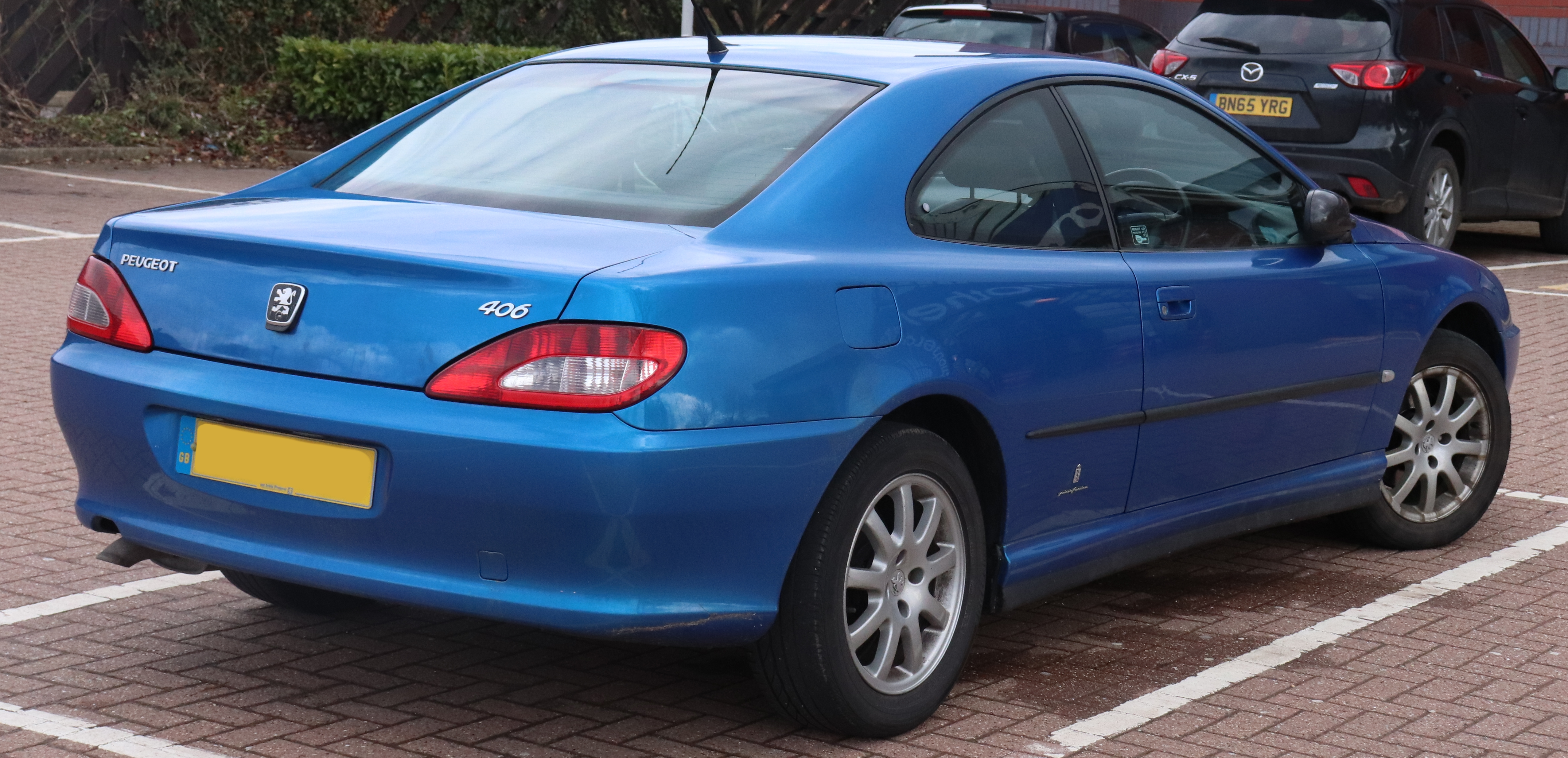
بيجو 406 كوبيه 2003

## الأمان
نتائج اختبار برنامج تقييم السيارات الأوروبية الجديدة

### بيجو 406 (1997)
| امتحان     | نتيجة    | تقييم       |
| ---------- | -------- | ----------- |
| راكب بالغ: | 15       | 2 من 5 نجزم |
| مشاة:      | غير متاح | 2 من 4 نجزم |

نتائج اختبار برنامج تقييم السيارات الأوروبية الجديدة

### بيجو 406 (2001)
| امتحان     | نتيجة | تقييم       |
| ---------- | ----- | ----------- |
| راكب بالغ: | 18    | 3 من 5 نجوم |
| مشاة:      | 14    | 2 من 4 نجزم |

## المحركات
| محرك البنزين | محرك البنزين           | محرك البنزين          | محرك البنزين | محرك البنزين                             | محرك البنزين                         | محرك البنزين |
| نموذج        | نوع المحرك             | الاسطوانات / الصمامات | الإزاحة      | القوة / دورة في الدقيقة                  | عزم الدوران / دورة في الدقيقة        | السنة        |
| ------------ | ---------------------- | --------------------- | ------------ | ---------------------------------------- | ------------------------------------ | ------------ |
| 1.6          | (BFZ) إكس يو 5-ج.ب     | 4/8                   | 1580 سم مكعب | 088 حصان (65 كيلو واط، 87 حصان) / 6000   | 130 نيوتن متر (96 رطل قدم) / 2600    | 1996-1997    |
| 1.8          | إكس يو 7 - جي بي       | 4/8                   | 1761 سم مكعب | 090 حصان (66 كيلو واط، 89 حصان) / 5000   | 147 نيوتن متر (108 أرطال قدم) / 2600 | 1997-1999    |
| 1.8          | إكس يو 7 - JP4         | 4/16                  | 1761 سم مكعب | 112 حصان (82 كيلو واط، 110 حصان) / 5500  | 155 نيوتن متر (114 رطل قدم) / 4250   | 1996-2000    |
| 1.8          | ي.دبليو 7 - J4         | 4/16                  | 1749 سم مكعب | 117 حصان (86 كيلو واط، 115 حصان) / 5500  | 160 نيوتن متر (118 رطل قدم) / 4000   | 1999-2004    |
| 2.0          | إكس يو 10 J4R (RFV)    | 4/16                  | 1998 سم مكعب | 132 حصان (97 كيلو واط، 130 حصان) / 5500  | 180 نيوتن متر (133 رطل قدم) / 4200   | 1996-2000    |
| 2.0          | ي.دبليو 10 J4 (RFN)    | 4/16                  | 1997 سم مكعب | 136 حصان (100 كيلوواط، 134 حصان) / 6000  | 190 نيوتن متر (140 رطل قدم) / 4100   | 1999-2003    |
| 2.0          | ي.دبليو 10 J4 (RFR)    | 4/16                  | 1997 سم مكعب | 139 حصان (102 كيلوواط، 137 حصان) / 6000  | 197 نيوتن متر (145 رطل قدم) / 4100   | 1999-2000    |
| 2.0 حصان     | ي.دبليو 10 D (RLZ)     | 4/16                  | 1997 سم مكعب | 140 حصان (100 كيلوواط، 140 حصان) / 6000  | 192 نيوتن متر (142 رطل قدم) / 4000   | 2001-2004    |
| 2.0 توربو    | إكس يو 10 - J2TE       | 4/8                   | 1998 سم مكعب | 147 حصان (108 كيلو واط، 145 حصان) / 5300 | 235 نيوتن متر (173 رطل قدم) / 2500   | 1997-1999    |
| 2.2          | ي.دبليو 12 - J4 (3FZ)  | 4/16                  | 2231 سم مكعب | 158 حصان (116 كيلو واط، 156 حصان) / 5650 | 217 نيوتن متر (160 رطل قدم) / 3900   | 1999-2003    |
| 2.9 V6.0     | ي.أس 9 - J4 (XFZ)      | 6/24                  | 2946 سم مكعب | 190 حصان (140 كيلو واط، 190 حصان) / 5500 | 267 نيوتن متر (197 رطل قدم) / 4000   | 1997-2000    |
| 2.9 V6.0     | ي.أس 9 - J4S (XFX)     | 6/24                  | 2946 سم مكعب | 207 حصان (152 كيلو واط، 204 حصان) / 6000 | 280 نيوتن متر (210 رطل قدم) / 3750   | 1999-2003    |
| محرك الديزل  |                        |                       |              |                                          |                                      |              |
| 1.9 د        | إكس يو.د 9 - TE / Y    | 4/8                   | 1905 سم مكعب | 090 حصان (66 كيلو واط، 89 حصان) / 4000   | 196 نيوتن متر (145 رطل قدم) / 2250   | 1995-1999    |
| 2.0 HDi      | د.دبليو 10 - TD (RHY)  | 4/8                   | 1997 سم مكعب | 090 حصان (66 كيلو واط، 89 حصان) / 4000   | 205 نيوتن متر (151 رطل قدم) / 1900   | 1999-2003    |
| 2.0 HDi      | د.دبليو 10 ATED (RHZ)  | 4/8                   | 1997 سم مكعب | 109 حصان (80 كيلو واط، 108 حصان) / 4000  | 250 نيوتن متر (184 رطل قدم) / 1750   | 1999-2004    |
| 2.1 TD       | إكس يو.د 11 - BTE      | 4/12                  | 2088 سم مكعب | 109 حصان (80 كيلو واط، 108 حصان) / 4300  | 250 نيوتن متر (184 رطل قدم) / 2000   | 1995-1999    |
| 2.2 HDi      | د.دبليو 12- TED4 (4HX) | 4/16                  | 2179 سم مكعب | 133 حصان (98 كيلوواط، 131 حصان) / 4000   | 314 نيوتن متر (232 رطل قدم) / 2000   | 2001-2003    |

## الجوائز
406 تم منحها 1997 واط كار؟ جائزة سيارة العام، وكذلك جائزة كارافان كلوب توكار لعامي 1997 و2001.
كما تم منحها جائزة سيارة العام الأيرلندية سمبيرت لعام 1997، لكنها خسرت بفارق ضئيل قدره 15 نقطة في جائزة سيارة العام الأوروبية لعام 1996 لشركة فيات برافا\برافا.

## رياضة السيارات
فاز لوران ايلو بكأس سيارات سياحية ألمانية فائقة لعام 1997 بقيادة بيجو 406 لبيجو إسو.
تم استخدام 406 أيضاً في بطولة السيارات السياحية البريطانية بين عامي 1996 و1998.

## معرض صور

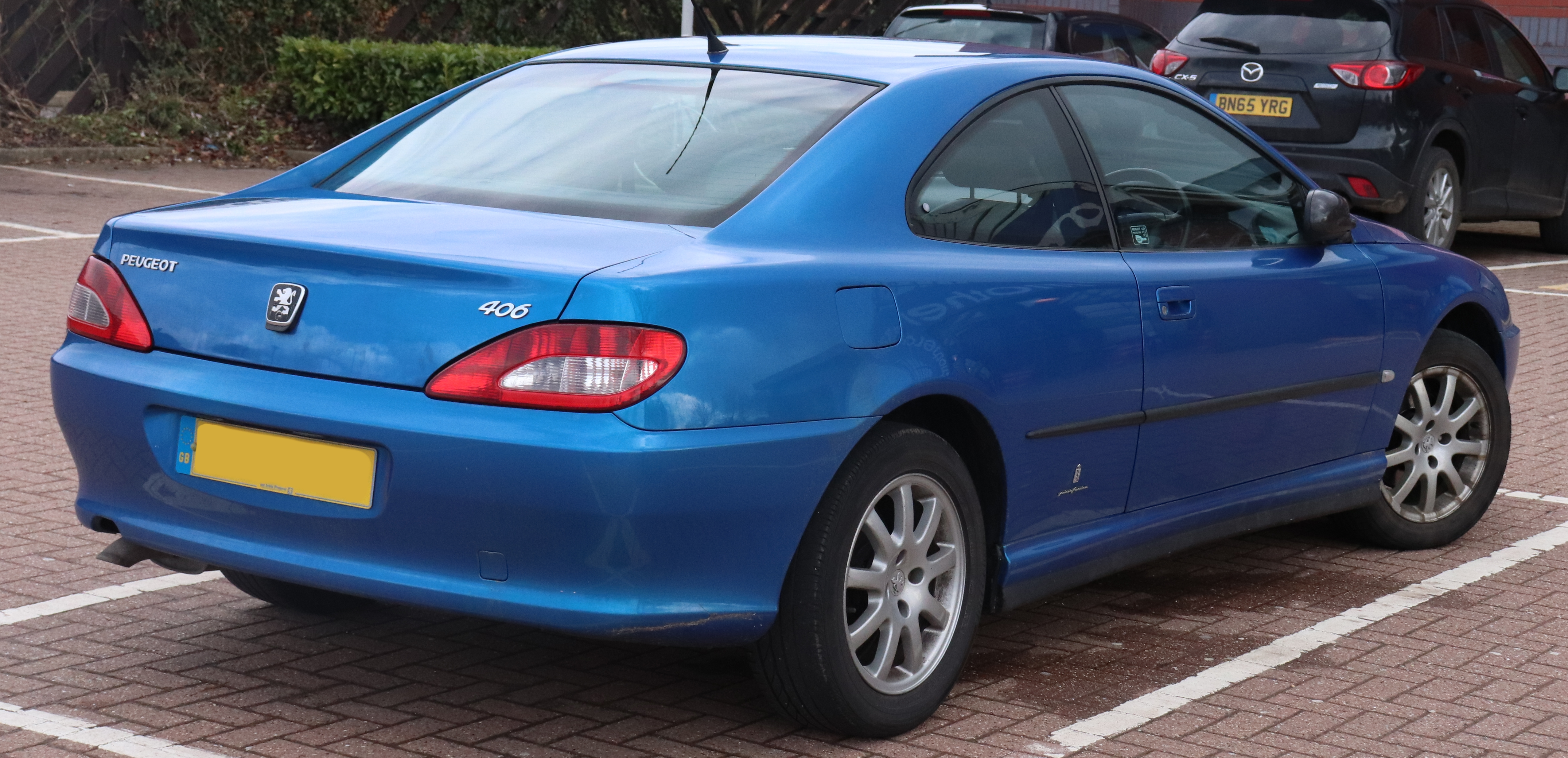
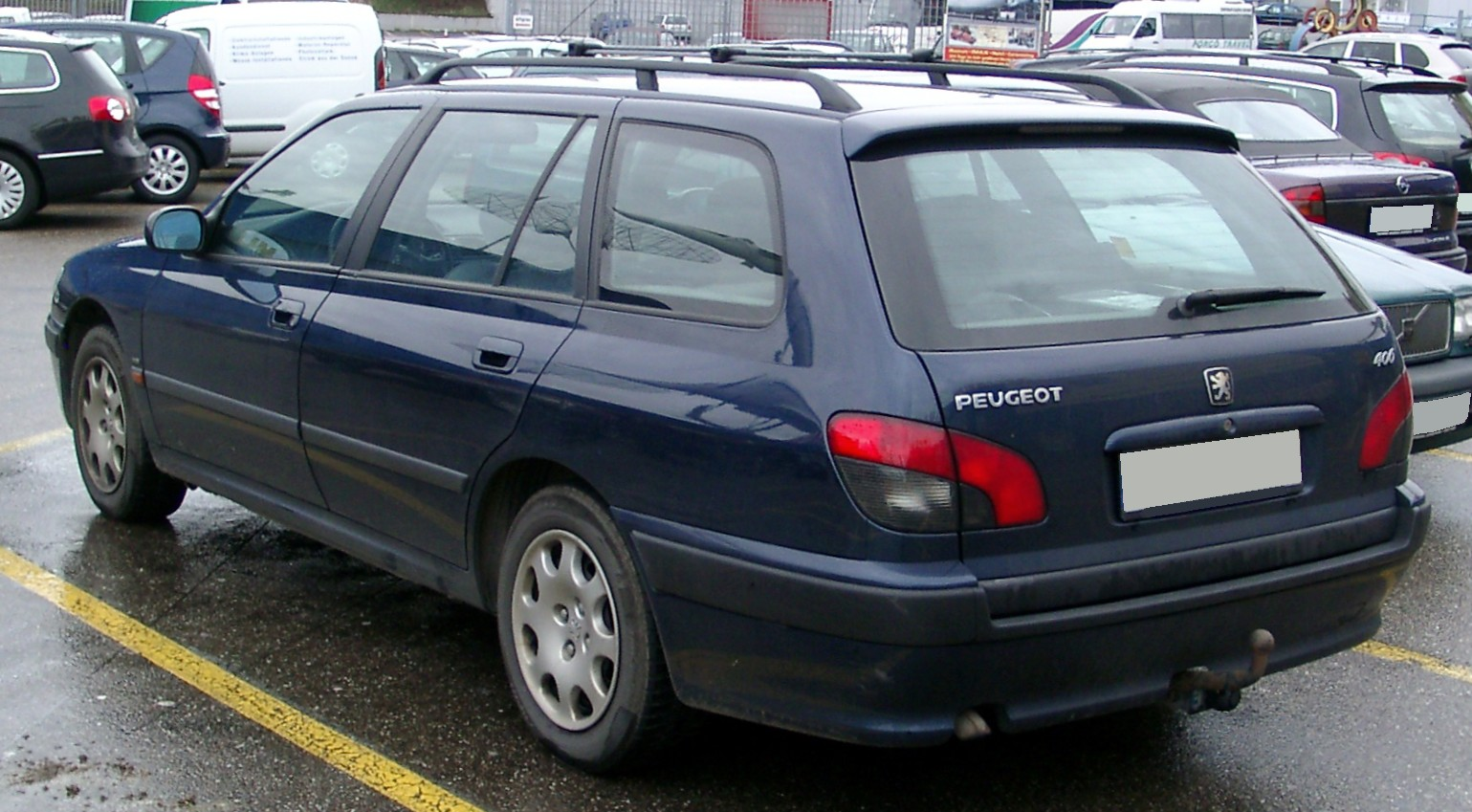
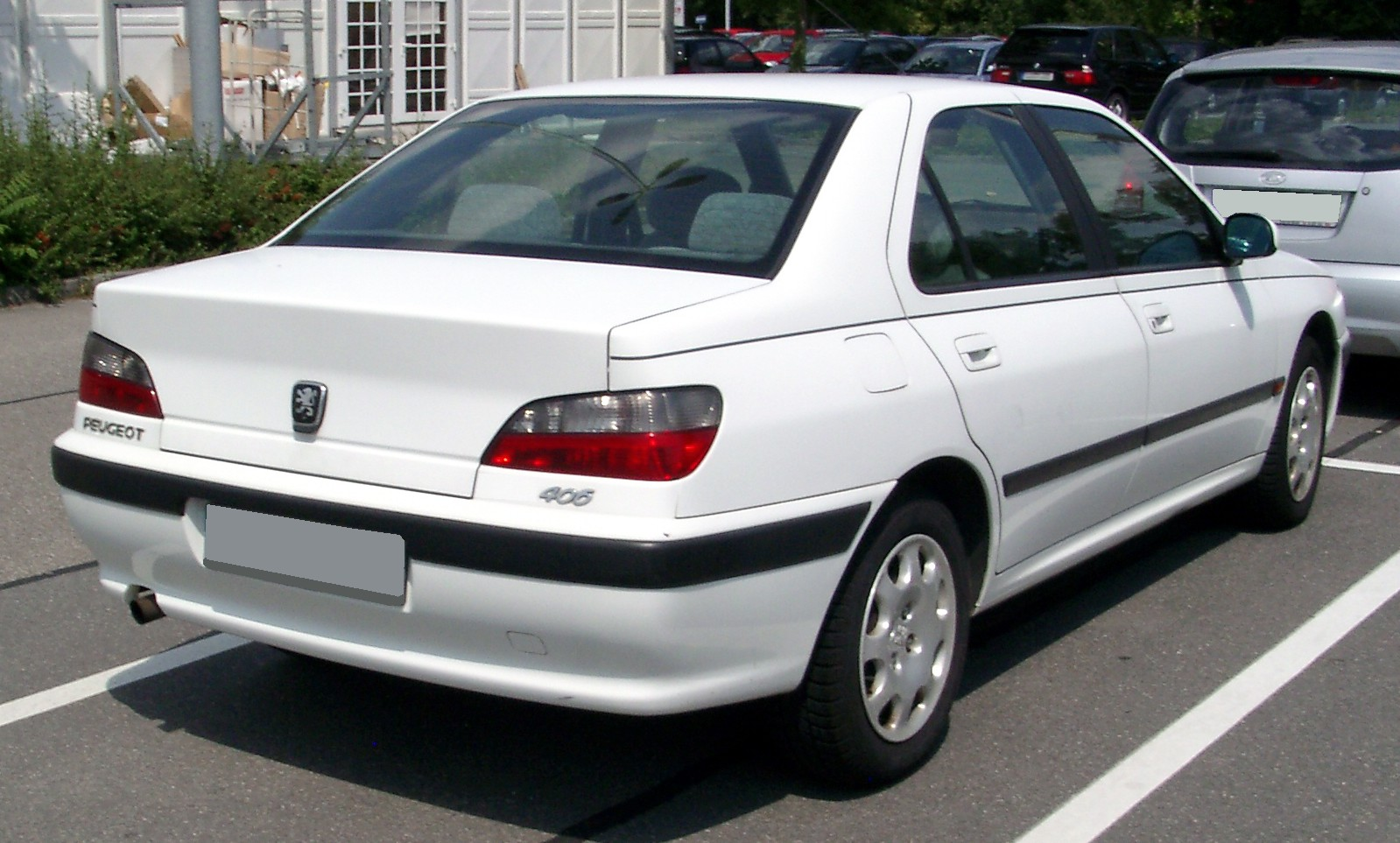
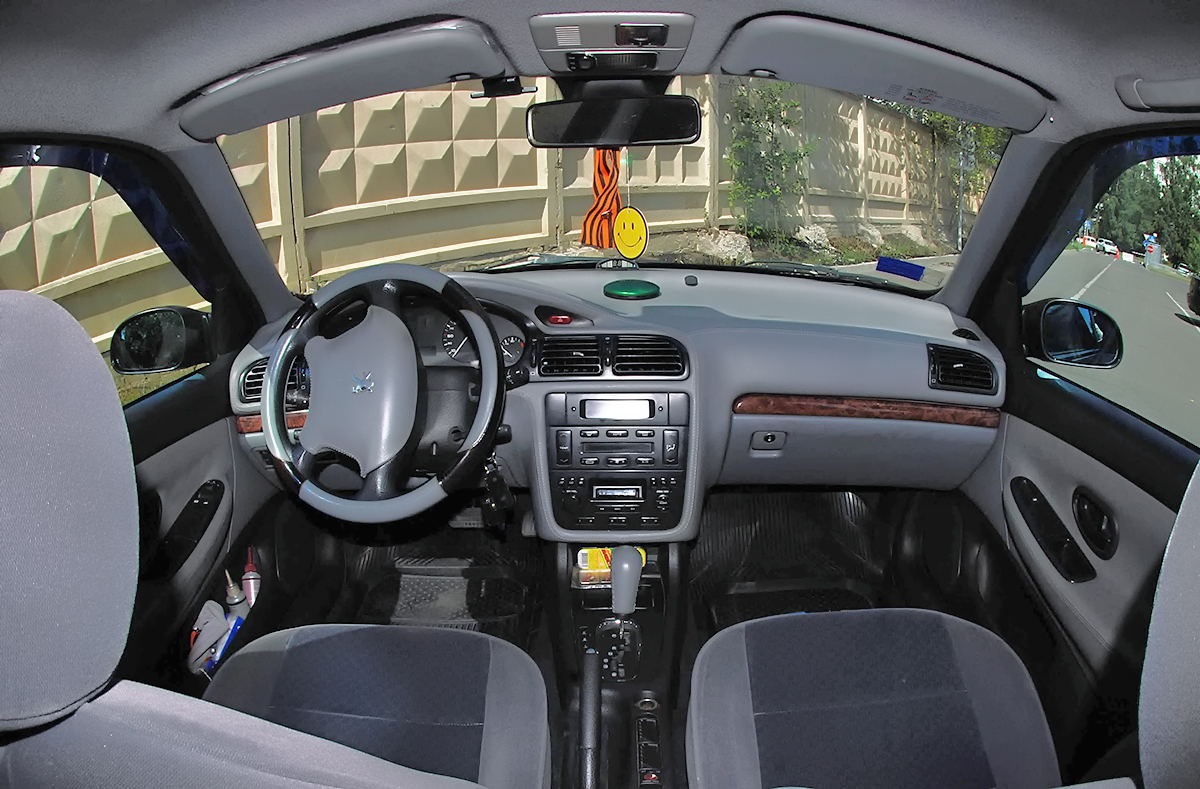
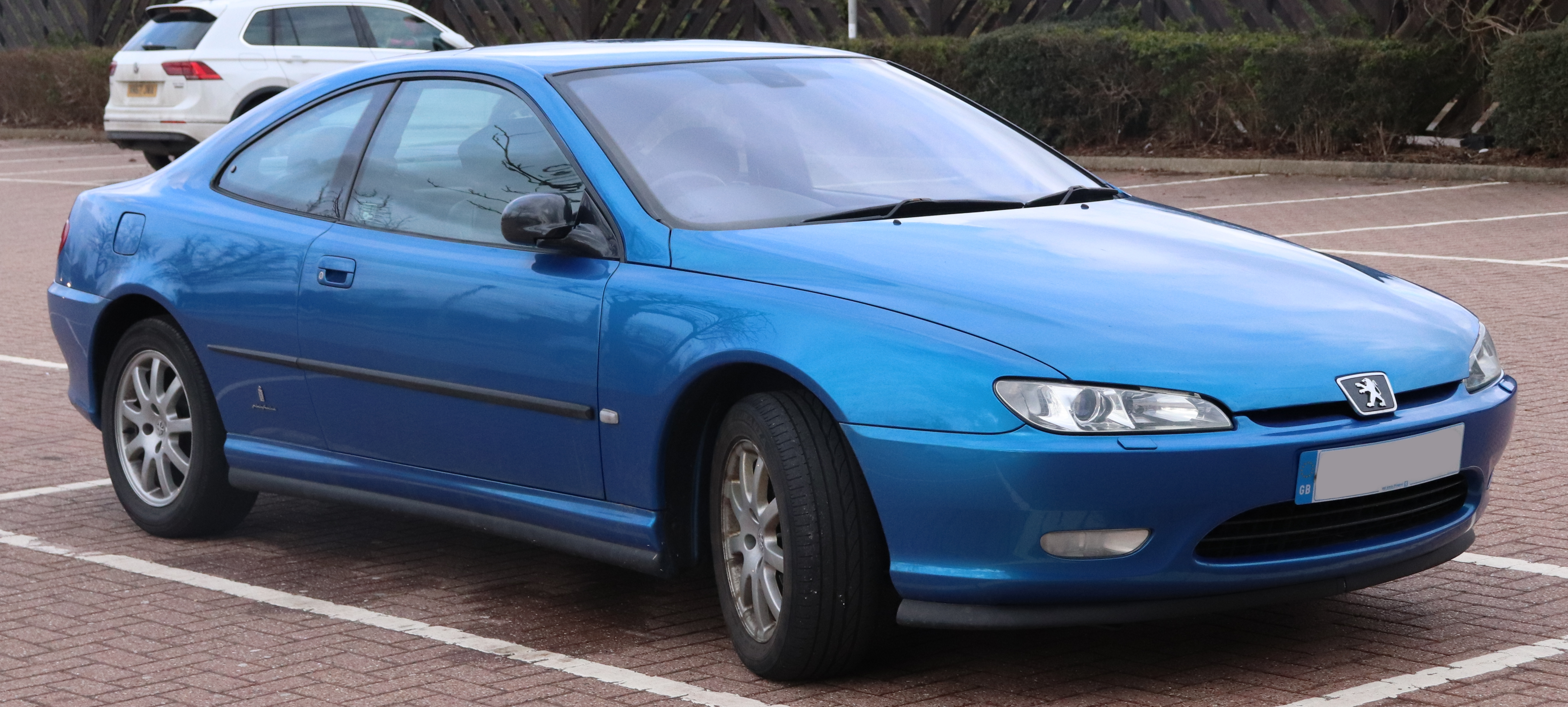

## روابط خارجية
```
 وسائل الإعلام المتعلقة ببيجو 406 في ويكيميديا كومنز
```

الموقع الرسمي لبيجو مع صور للسيارات الاختبارية. (اللغة الفرنسية)
نسخة متماثلة بناء تاكسي 406 فيلم سيارة من أفلام تاكسي. (اللغة الإنجليزية)